# 리드텍
리드텍(Leadtek) 또는 리드텍 리서치(Leadtek Research, Inc., 중국어: 麗臺科技)는 1986년에 설립된 대만 회사로 그래픽 카드 설계 및 제조 전문 연구개발에 주력하고 있다.

## 제품
리드텍 컴퓨터 그룹의 제품에는 3D 그래픽 가속기(엔비디아 지포스 라인, 메인스트림 및 워크스테이션급)가 포함된다. 현재 리드텍의 제품 라인은 컴퓨터 게임 그래픽 카드, 워크스테이션 그래픽 카드, AI 소프트웨어 및 하드웨어, AI 클라우드 슈퍼컴퓨팅 워크스테이션, 데스크탑 가상화 제로 클라이언트/씬 클라이언트, 스마트 의료/건강 관리, 학교 연구 및 빅 데이터를 포괄한다.

## 같이 보기
- 대만의 기업 목록